# Sotsvegueria del Moianès
| \| \| \| \| |  |  |
|             |  |  |
|             |  |  |

La Sotsvegueria del Moianès és una antiga demarcació administrativa o sotsvegueria que depenia de la vegueria del Bages. La sotsvegueria comprenia el territori del Moianès entre les comarques del Bages, Osona i el Vallès Oriental.
Gairebé tota la documentació municipal i de l'administració de l'antiga Sotsvegueria del Moianès va ser destruïda el 1839 en l'incendi que patí la vila de Moià a mans de les forces carlines.